# Турбівська селищна територіальна громада
Турбівська селищна територіальна громада — територіальна громада в Україні, в Вінницькому районі Вінницької області. Адміністративний центр — смт Турбів.
Площа громади — 391,48 км², населення — 15729 осіб (2020).
Утворена 12 червня 2020 року шляхом об'єднання Турбівської селищної, Білянської, Брицької, Вахнівської, Козинецької, Костянтинівської, Новоприлуцької, Приборівської, Сиваковецької, Староприлуцької сільських рад Липовецького району.

## Населені пункти
У складі громади 1 смт (Турбів) і 21 село:
- Біла
- Брицьке
- Вахнівка
- Журава
- Кобильня
- Козинці
- Конюшівка
- Косаківка
- Костянтинівка
- Коханівка
- Мала Біла
- Нова Прилука
- Нове
- Пеньківка
- Петрівка
- Приборівка
- Сиваківці
- Соболівка
- Стара Прилука
- Чупринівка
- Шендерівка